# Fundación Secretariado Gitano
La Fundación Secretariado Gitano es una fundación sin ánimo de lucro española que se dedica a la promoción de la igualdad de oportunidades de la comunidad gitana en España y en el contexto europeo, así como a la promoción de su cultura, así como en temas relacionados con la pobreza, la pobreza infantil, el antigitanismo, el acceso a una vivienda digna o las situaciones de chabolismo etc.. Trabaja a menudo en colaboración con otras entidades y ayuntamientos, en ocasiones integrada con las redes de intervención social públicas como en el caso de la Comunidad e Madrid.

## Áreas de actuación
Entre las principales áreas de actuación de la fundación se encuentran la actuación básica de acceso a recursos sociales y de protección social, la promoción de la igualdad de trato hacia la comunidad gitana, el desarrollo de programas de intervención enfocados a la promoción de la salud, a la adaptación y normalización educativa, y a la participación social, a la promoción de la cultura gitana así como a la creación de campañas de sensibilización y de denuncia.Esto se da en un contexto español en el que en el año 2025 se dan situaciones de extrema vulnerabilidad. Como señala su directora Sara Giménez esto se manifiesta en medidas específicas como por ejemplo en la tasa de pobreza infantil entre el pueblo gitano que se sitúa en el 90%, la tasa de pobreza en la población gitana española que se sitúa en el 86% o el porcentaje de fracaso escolar situado en torno al 60% (porcentaje del alumnado gitano que no termina la Educación Secundaria Obligatoria cuando la media española se sitúa en torno al 13%).
Algunas de las campañas de sensibilización más destacadas de su historia han «El tatuaje que más duele», galardonada con un Sol de Plata y dos premios Sol de Bronce en el Festival Iberoamericano de la Comunicación Publicitaria del año 2017, o la campaña «El empleo nos hace iguales», que obtuvo el premio Mejor Spot de Cine y Televisión en el Publifestival de Málaga de 2009. 
La fundación también elabora un informe anual sobre la situación de la población gitana en España, por lo menos desde el año 1999.

### Empleo
En empleo el programa principal de actuación se llama Acceder y está enfocado a la formación y el empleo, centrándose en aplicar medidadas en contra del alejamiento y de la exclusión social. Se aplica en ámbito estatal y recibe financiación del Fondo Social Europeo. Este programa ha recibido premios como el de VET Excellence Awards en 2019 y el Premio Internacional de Dubái sobre Buenas Prácticas para Mejorar las Condiciones de Vida de las Naciones Unidas en 2006. 

### Educación
En el ámbito de la educación también tiene un plan estatal de promoción de la educación llamado Promociona, con programas de apoyo a la escolarización en todas las etapas educativas, gestión de becas, acciones tutoriales, realización de estudios e investigaciones, desarrollo de publicaciones, formación y asesoramiento técnico. Este proyecto recibe financiamiento del Fondo Social Europeo y ha sido galardonado con el Premio Nacional de Educación de 2016 (España) o con el Premio Internacional de Buenas Prácticas de Naciones Unidas (UN HABITAT Dubái 2014).

### Premios Fundación Secretariado Gitano
La fundación otorga Premios Fundación Secretariado Gitano de forma anual a personas, equipos de trabajo, entidades o instituciones del ámbito nacional o internacional relacionadas con el avance en la inclusión social y bienestar de las personas gitanas.

## Historia
La organización se creó en el marco del Concilio Vaticano II, durante la Conferencia Nacional Pro Gitanos que se celebró en Barcelona en 1964, y se creó creando varios secretariados gitanos regionales a través de Cáritas. Los secretariados de apostolado gitano, conocidos popularmente como secretariados pro-gitanos o simplemente secretariados gitanos, se crearon en 1965 en las distintas diócesis del Estado coordinados por un secretariado general a través de la Comisión Episcopal de Emigración. El Secretariado Gitano de Barcelona constituido en 1965 para ayudar a la comunidad gitana de los barrios de barracas de Barcelona, tuvo como una de sus primeras tareas prestar ayuda legal a muchas familias gitanas que desde la guerra civil carecían de documentos legales y no constaban en el registro civil.El Secretariado Gitano de Salamanca en cambio creó como primera actuación una guardería para niños gitanos en la plaza de Donados en 1968.
La organización fue creada por el sacerdote leonés Pedro Puente, y la presidió hasta el año 2021 cuando fue relevado por Sara Giménez.
El 21 de octubre de 1982 se registró en el Ministerio del Interior la asociación Secretariado Nacional Gitano, nombre que cambió en 2001 por el de la actual Fundación Secretariado Gitano.
En la década de los 70 el Secretariado Nacional Gitano firmó un convenio con el Ministerio de Educación y Ciencia mediante el cual se crearon 150 aulas segregadas para niños gitanos, llamadas escuelas puente, para facilitarles la adaptación al sistema escolar. Este convenio estuvo vigente hasta el año 1986.
A lo largo de si historia ha sido premiada con diversos galardones entre los que se pueden destacar la Cruz de Oro de la Orden Civil de la Solidaridad Social en 2002 otorgada por el Ministerio de Trabajo y Asuntos Sociales o el Premio Entidad de la Fundación Princesa de Girona en 2015.